# Меню (фільм, 2022)
«Меню» (англ. The Menu) — американський фільм жахів з елементами чорної комедії, знятий Марком Майлодом і спродюсований Адамом Мак-Кеєм, Бетсі Кох і Віллом Ферреллем. Аня Тейлор-Джой і Ніколас Голт виконують роль молодої пари, яка вирушає на віддалений острів, щоб поїсти в ексклюзивному ресторані під керівництвом таємничого шеф-кухаря у виконанні Рейфа Файнза. Інші ролі зіграли Хонг Чау, Джанет Мактір і Джон Легвізамо.
Прем'єра картини відбулася 10 вересня 2022 року на Міжнародному кінофестивалі у Торонто, тоді як випуск в Україні та США відбувся 17 і 18 листопада відповідно. Фільм отримав схвальні відгуки критиків, які похвалили сценарій, режисуру, постановку та гру акторів.

## Сюжет
Захоплений кулінарією молодик Тайлер і його супутниця Марго прямують на катері до ексклюзивного, розташованого на приватному острові, ресторані Hawthorn, яким керує знаменитий шеф-кухар Джуліан Словік. Він традиційно готує для привілейованих відвідувачів розкішне меню молекулярної гастрономії, де їжу розглядають як концептуальне мистецтво. З ними на острів прибувають також інші гості вечері: Ліліан Блум, кулінарний критик, та її редактор Тед; подружжя заможних постійних відвідувачів Річард і Енн Лейбрандт; кінозірка Джордж і його особиста помічниця Фелісіті; ділові партнери Сорен, Дейв і Брайс; а також на вечері присутня мати Словіка, яка страждає на алкогольну залежність. Ельза, метродотель ресторану, яка зустрічає гостей, зауважує, що Марго не була вказана Тайлером як його супутниця, натомість там було записано ім'я іншої дівчини. Пізніше Ельза проводить екскурсію островом і проводить гостей до ресторану.
Починається вечеря, на якій шеф-кухар Словік представляє серію страв, виголошуючи дедалі тривожніші та гнітючі монологи перед подачею. На третій страві випливають приховані «скелети у шафі» та неприємні деталі про кожного гостя, які розкриваються за допомогою зображень, надрукованих лазером на тортильях. Під час презентації четвертої страви су-шеф Словіка вбиває себе на очах у гостей, викликаючи паніку. Річард та Енн Лейбрандт збираються покинути ресторан, але персонал дає зрозуміти, що ніхто не може піти та відрізає Річарду один із пальців.
Пізніше Словік показує спантеличеним гостям сцену, під час якої інвестор ресторану Hawthorn (а також бос Сорена, Дейва і Брайса), якому шеф-кухарю довелося поступитися правом власності на ресторан, аби утриматися на плаву під час пандемії COVID-19, тоне у воді, зв'язаний у образі ангела.
Під час анонсу п'ятої страви працівниця Словіка Кетрін ранить його в ногу ножем, але це є частиною задуманого плану. Далі гості-жінки дегустують п'яту страву разом з Кетрін, а гостям-чоловікам дається можливість втекти з острова, але співробітники Словіка ловлять їх усіх та повертають до ресторану.
Словік розповідає, що кожного гостя запросили тому, що вони або сприяли тому, що він втратив пристрасть до своєї справи, або тому, що вони заробляють на життя, експлуатуючи роботу персоналу і працівників, таких як він і його команда. Він оголошує, що всі присутні будуть мертві до кінця ночі. Оскільки присутність Марго була незапланованою, Словік дає їй вибір померти або з персоналом, або з гостями, але він не дозволяє їй піти.
У розмові в кабінеті Словіка Марго викриває себе як ескортницю, яка раніше надавала послуги Річарду Лейбрандту, і чиє справжнє ім'я Ерін. Словік розповідає, що Тайлера запросили на вечерю за кілька місяців до цього та повідомили, що усіх гостей уб'ють. Попри це Тайлер був настільки одержимим у своєму бажанні взяти участь у закритій вечері знаменитого кухаря, що зберіг таємницю й найняв Марго замінити його колишню дівчину, з якою мав йти на вечерю, але розійшовся напередодні. Словік принижує Тайлера, змушуючи його готувати та висміюючи його їжу, а потім наказує Тайлеру повіситися, Марго знаходить його тіло.
Словік просить Марго сходити до коптильні по бочку, необхідну для десерту. Дорогою Марго пробирається в будинок Словіка, але на неї нападає Ельза. Захищаючись, Марго вбиває Ельзу, вдаривши її ножем у шию. Марго бачить різні вирізки та нагороду працівника місяця, на якій Словік зображений молодим і щасливим кухарем фаст-фуду, також дівчина знаходить рацію, кличе на допомогу та повертається до ресторану з бочкою. Офіцер берегової охорони прибуває на своєму човні, але після того, як гості вже встигають повірити, що їх врятовано, він виявляється переодягненим кухарем і повертається на кухню.
Словік готовий представити останню страву — десерт і, поки він готується, Марго раптово підводиться та заявляє, що страви Словіка приготовані з одержимістю, але без любові та скаржиться, що вона все ще голодна. Коли Словік запитує, що б вона хотіла з'їсти, Марго просить чізбургер і картоплю-фрі. Джуліан особисто готує замовлення, на мить знаходячи радість у створенні страви. Марго куштує чізбургер і просить запакувати страву з собою, тому що вона дуже смачна, але місця у шлунку вже немає. Словік виконує прохання і дозволяє дівчині піти. Марго бере човен берегової охорони, що стоїть неподалік, і втікає з острова.
Десерт являє собою витончену страву смор — персонал покриває підлогу подрібненими крекерами й одягає на гостей палантини з зефіру та капелюхи з шоколаду. Потім Словік підпалює ресторан, підриваючи бочку та вбиваючи гостей, персонал і себе. Поки Марго спостерігає пожежу з човна, вона розпаковує свій чізбургер, відкушує і використовує копію меню як серветку для рота.

## Актори
| Актор            | Роль               |
| ---------------- | ------------------ |
| Рейф Файнз       | Джуліан Словік     |
| Аня Тейлор-Джой  | Марго Міллс / Ерін |
| Ніколас Голт     | Тайлер             |
| Хонг Чау         | Ельза              |
| Джанет Мактір    | Ліліан Блум        |
| Джон Легвізамо   | Джордж Діас        |
| Рід Бірні        | Річард Ліббрандт   |
| Джудіт Лайт      | Анна Ліббрандт     |
| Пол Адельштейн   | Тед                |
| Емі Карреро      | Фелісіті           |
| Артуро Кастро    | Сорен              |
| Роб Янг          | Брайс              |
| Марк Сент Кір    | Дейв               |
| Ребека Кун       | Лінда Словік       |
| Кристина Брукато | Кетрін Келлер      |
| Адам Олдеркс     | Джеремі Лоуден     |
| Метью Корнуелл   | Дейл               |
| Пітер Ґрош       | сомельє            |

## Виробництво
У лютому 2019 року було оголошено, що Александер Пейн зніме фільм «Меню» за сценарієм Сета Рейсса і Вілла Трейсі, а у квітні стало відомо, що Емма Стоун і Рейф Файнз мають зіграти в ньому. У грудні сценарій до картини з'явився в щорічному «Чорному списку», опитуванні, що демонструє найпопулярніші фільми на стадії розробки. У травні 2020 року студія Searchlight Pictures отримала права на кінопрокат, а Стоун та Пейн залишили проєкт через конфлікти у своїх розкладах; Марк Майлод замінив Пейна як режисера. У червні 2021 року Файнз знову приєднався до акторського складу, тоді як Аня Тейлор-Джой вела переговори щодо головної ролі замість Стоун. Її приєднання було підтверджено наступного місяця, включно з Хонг Чау й Ніколасом Голтом. Джон Легвізамо, Джанет Мактір, Джудіт Лайт, Рід Бірні, Роб Янг і Емі Карреро приєдналися у вересні, а Пол Адельштейн, Артуро Кастро, Марк Сент Кір, Ребека Кун та Пітер Ґрош — у жовтні.
Знімання почалося 3 вересня 2021 року в Саванні, Джорджія, з Пітером Демінгом як оператором. Монтажем фільму займався Крістофер Теллефсен, тоді як Колін Стетсон написав музику. Кошторис «Меню» склав 30 млн $.

## Випуск
Прем'єра картини відбулася 10 вересня 2022 року на Міжнародному кінофестивалі у Торонто, тоді як випуск в Україні та США відбувся 17 і 18 листопада відповідно.

## Сприйняття

### Касові збори
Фільм зібрав 15,5 млн $ у США й Канаді та 6,2 млн $ на інших територіях, що становить 21,7 млн $ у всьому світі станом на 27 листопада 2022 року.

### Відгуки
На оглядовому агрегаторі Rotten Tomatoes фільм має рейтинг 89 % на основі 219 відгуків, а середній рейтинг — 7.6/10. У консенсусі агрегатора йдеться: «У той час, як його соціальні коментарі базуються на базових інгредієнтах, „Меню“ пропонує чорну комедію з великою кількістю смаку». Metacritic, який використовує середнє зважене, присвоїв фільму 71 зі 100 балів на основі 45 відгуків критиків, які позначені як «загалом схвальні». Аудиторія, опитана CinemaScore, поставила фільму середню оцінку B за шкалою від A+ до F, тоді як аудиторія PostTrak дала фільму загальну позитивну оцінку 78 %, водночас 52 % заявило, що однозначно рекомендує фільм.

### Нагороди та номінації
| Рік  | Нагорода                        | Категорія                                   | Номінант      | Результат | Прим.  |
| ---- | ------------------------------- | ------------------------------------------- | ------------- | --------- | ------ |
| 2022 | Fantastic Fest                  | Приз глядацьких симпатій                    | «Меню»        | Перемога  | [ 20 ] |
| 2022 | Hollywood Music in Media Awards | Найкраща оригінальна музика до фільму жахів | Колін Стетсон | Номінація | [ 21 ] |